# سموم (فیلم)
سموم (ترکی استانبولی: Semum) فیلمی در ژانر ترسناک به کارگردانی حسن کاراجاداغ است که در سال ۲۰۰۸ منتشر شد.